# Helsinki Rams
Gli Helsinki Rams sono stati una squadra di football americano di Helsinki, in Finlandia.

## Dettaglio stagioni

### Tornei nazionali

#### Campionato

##### Vaahteraliiga
| Stagione | regular season | regular season | regular season | regular season | regular season | regular season | playoff | playoff | playoff | playoff | playoff | playoff   | playoff    |
|          | Vin            | Par            | Per            | Tot            | PF             | PS             | Vin     | Per     | Tot     | PF      | PS      | risultato | avversaria |
| -------- | -------------- | -------------- | -------------- | -------------- | -------------- | -------------- | ------- | ------- | ------- | ------- | ------- | --------- | ---------- |
| 1982     | 6              | 1              | 3              | 10             | 319            | 120            | -       | -       | -       | -       | -       | -         | -          |
| 1983     | 1              | 1              | 5              | 7              | 74             | 172            | -       | -       | -       | -       | -       | -         | -          |
| 1984     | 0              | 0              | 7              | 7              | 67             | 199            | -       | -       | -       | -       | -       | -         | -          |
| Totale   | 7              | 2              | 15             | 24             | 460            | 491            | -       | -       | -       | -       | -       |           |            |

Fonti: Enciclopedia del Football - A cura di Massimo Mezzetti